# Liste der Senatoren der Vereinigten Staaten aus Nebraska
Die Liste der Senatoren der Vereinigten Staaten aus Nebraska führt alle Personen auf, die jemals für diesen Staat dem US-Senat angehört haben, nach den Senatsklassen sortiert. Dabei zeigt eine Klasse, wann dieser Senator wiedergewählt wird. Die Wahlen der Senatoren der class 1 fanden im Jahr 2024 statt, die Senatoren der class 2 wurden zuletzt im November 2020 wiedergewählt.

## Klasse 1

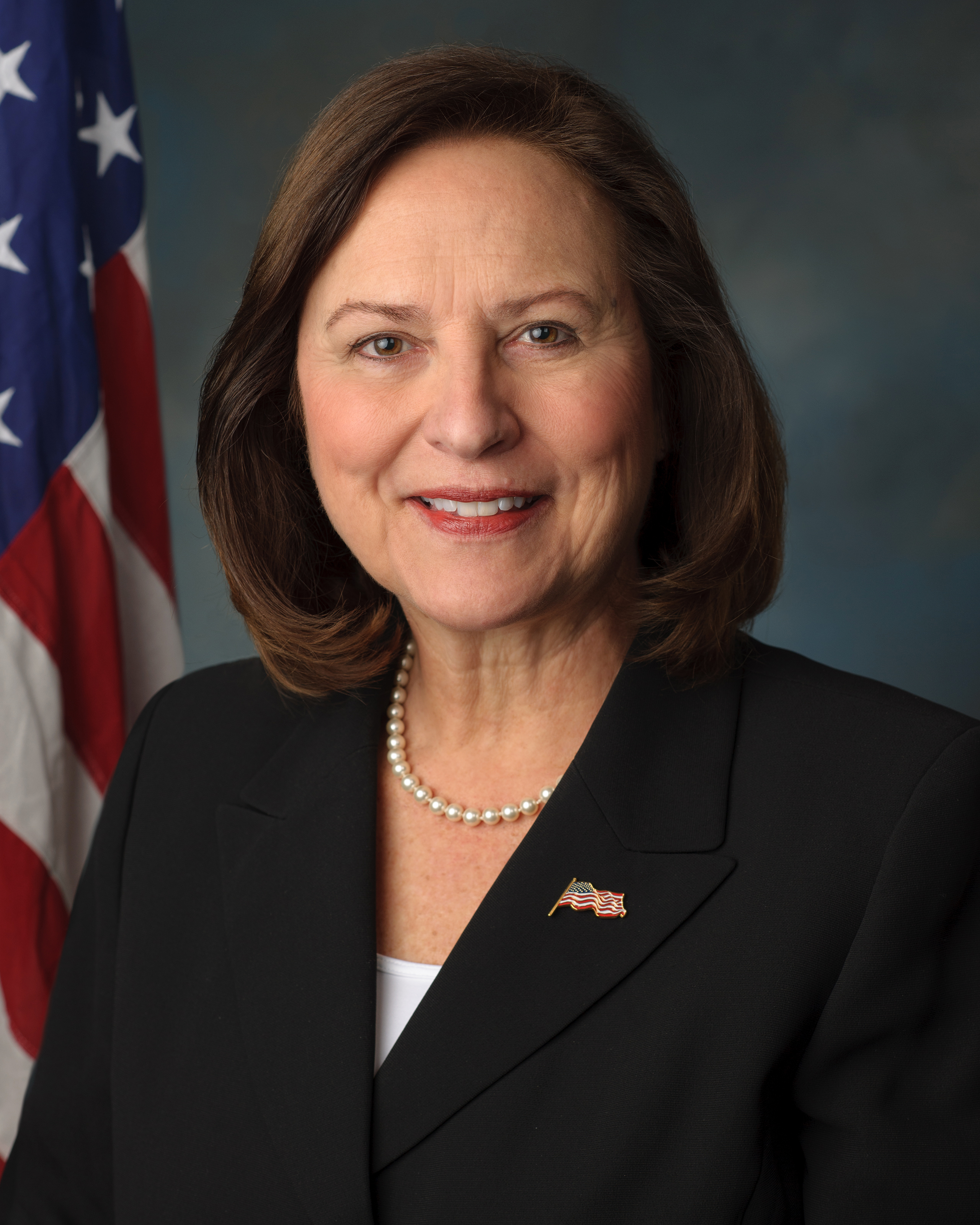
Deb Fischer

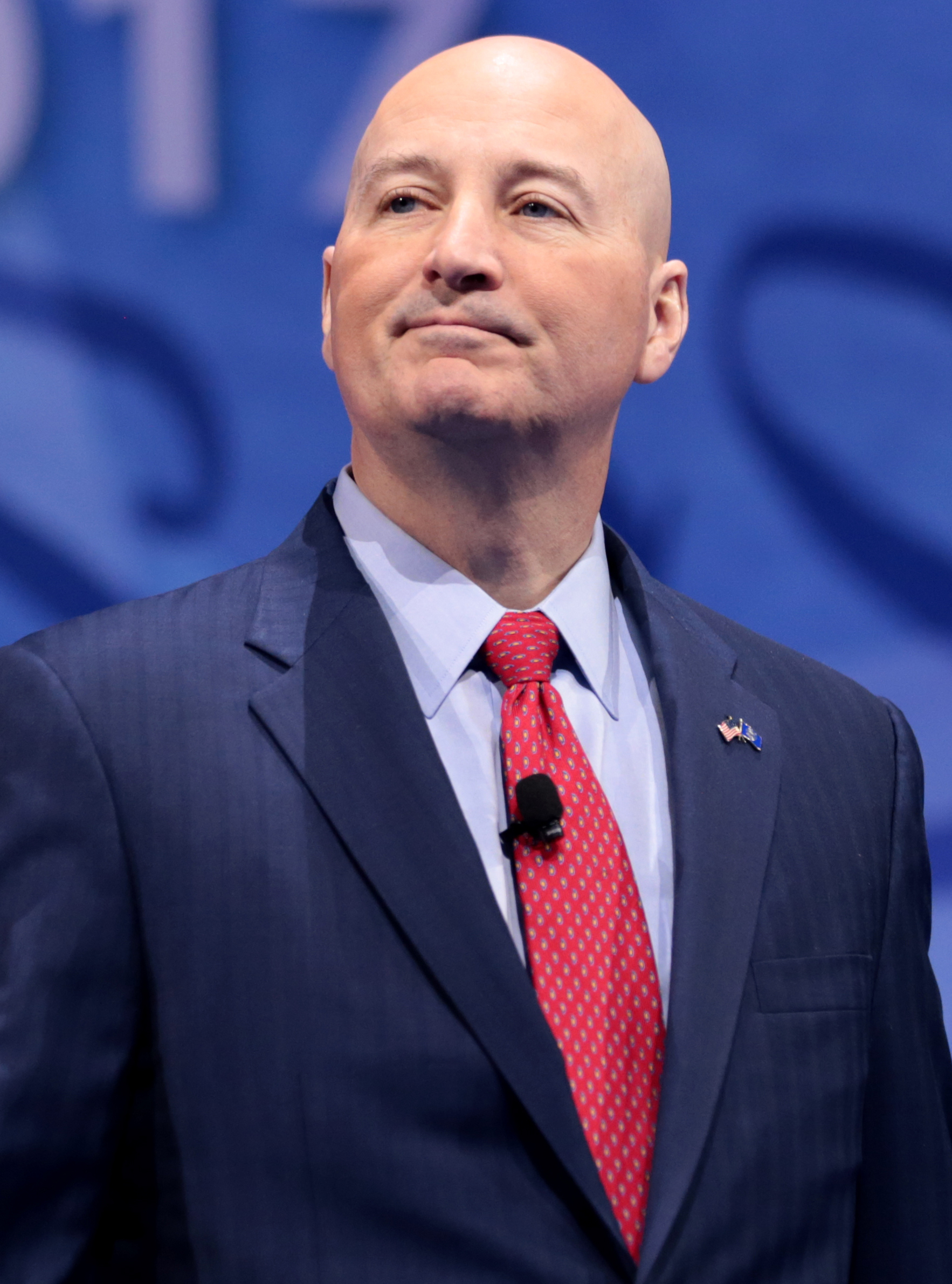
Pete Ricketts

Nebraska ist seit dem 1. März 1867 US-Bundesstaat und hatte bis heute 20 Senatoren der class 1 im US-Senat, von denen zwei, Algernon Paddock und William V. Allen, zwei nicht unmittelbar aufeinander folgende Amtszeiten absolvierten.
| Name                     | Amtszeit  | Partei       | Lebensdaten                        |
| ------------------------ | --------- | ------------ | ---------------------------------- |
| Thomas Weston Tipton     | 1867–1875 | Republikaner | 5. August 1817–26. November 1899   |
| Algernon Sidney Paddock  | 1875–1881 | Republikaner | 9. November 1830–17. Oktober 1897  |
| Charles Henry Van Wyck   | 1881–1887 | Republikaner | 10. Mai 1824–24. Oktober 1895      |
| Algernon Sidney Paddock  | 1887–1893 | Republikaner | 9. November 1830–17. Oktober 1897  |
| William Vincent Allen    | 1893–1899 | Populist     | 28. Januar 1847–12. Januar 1924    |
| Monroe Leland Hayward    | 1899      | Republikaner | 22. Dezember 1840–5. Dezember 1899 |
| William Vincent Allen    | 1899–1901 | Populist     | 28. Januar 1847–12. Januar 1924    |
| Charles Henry Dietrich   | 1901–1905 | Republikaner | 26. November 1853–10. April 1924   |
| Elmer Jacob Burkett      | 1905–1911 | Republikaner | 1. Dezember 1867–23. Mai 1935      |
| Gilbert Monell Hitchcock | 1911–1923 | Demokrat     | 18. September 1859–3. Februar 1934 |
| Robert Beecher Howell    | 1923–1933 | Republikaner | 21. Januar 1864–11. März 1933      |
| William Henry Thompson   | 1933–1934 | Demokrat     | 14. Dezember 1853–6. Juni 1937     |
| Richard Charles Hunter   | 1934–1935 | Demokrat     | 3. Dezember 1884–23. Januar 1941   |
| Edward Raymond Burke     | 1935–1941 | Demokrat     | 28. November 1880–4. November 1968 |
| Hugh Alfred Butler       | 1941–1954 | Republikaner | 28. Februar 1878–1. Juli 1954      |
| Samuel Williams Reynolds | 1954      | Republikaner | 11. August 1890–20. März 1988      |
| Roman Lee Hruska         | 1954–1976 | Republikaner | 16. August 1904–25. April 1999     |
| Edward Zorinsky          | 1976–1987 | Demokrat     | 11. November 1928–6. März 1987     |
| David Kemp Karnes        | 1987–1989 | Republikaner | 12. Dezember 1948–25. Oktober 2020 |
| Joseph Robert Kerrey     | 1989–2001 | Demokrat     | * 27. August 1943                  |
| Earl Benjamin Nelson     | 2001–2013 | Demokrat     | * 17. Mai 1941                     |
| Debra Strobel Fischer    | seit 2013 | Republikaner | * 1. März 1951                     |

## Klasse 2
Nebraska stellte bis heute 19 Senatoren der class 2.
| Name                        | Amtszeit  | Partei       | Lebensdaten                        |
| --------------------------- | --------- | ------------ | ---------------------------------- |
| John Milton Thayer          | 1867–1871 | Republikaner | 24. Januar 1820–19. März 1906      |
| Phineas Warren Hitchcock    | 1871–1877 | Republikaner | 30. November 1831–10. Juli 1881    |
| Alvin Saunders              | 1877–1883 | Republikaner | 12. Juli 1817–1. November 1899     |
| Charles Frederick Manderson | 1883–1895 | Republikaner | 9. Februar 1837–28. September 1911 |
| John Mellen Thurston        | 1895–1901 | Republikaner | 21. August 1847–9. August 1916     |
| Joseph Hopkins Millard      | 1901–1907 | Republikaner | 20. April 1836–13. Januar 1922     |
| Norris Brown                | 1907–1913 | Republikaner | 2. Mai 1863–5. Januar 1960         |
| George William Norris       | 1913–1943 | Republikaner | 11. Juli 1861–2. September 1944    |
| Kenneth Spicer Wherry       | 1943–1951 | Republikaner | 28. Februar 1892–29. November 1951 |
| Frederick Andrew Seaton     | 1951–1952 | Republikaner | 11. Dezember 1909–16. Januar 1974  |
| Dwight Palmer Griswold      | 1952–1954 | Republikaner | 27. November 1893–12. April 1954   |
| Eva Kelly Bowring           | 1954      | Republikaner | 9. Januar 1892–8. Januar 1985      |
| Hazel Hempel Abel           | 1954      | Republikaner | 10. Juli 1888–30. Juli 1966        |
| Carl Thomas Curtis          | 1955–1979 | Republikaner | 15. März 1905–24. Januar 2000      |
| John James Exon             | 1979–1997 | Demokrat     | 9. August 1921–10. Juni 2005       |
| Charles Timothy Hagel       | 1997–2009 | Republikaner | * 4. Oktober 1946                  |
| Michael Owen Johanns        | 2009–2015 | Republikaner | * 18. Juni 1950                    |
| Benjamin Eric Sasse         | 2015–2023 | Republikaner | * 22. Februar 1972                 |
| John Peter Ricketts         | ab 2023   | Republikaner | * 19. August 1964                  |